# АШ-73
АШ-73 — авиационный поршневой двигатель внутреннего сгорания, разработан в ОКБ-19 А. Д. Швецова по схеме «двухрядная звезда» с воздушным охлаждением. Производился с 1947 по 1957 годы. Цилиндропоршневая группа была использована от освоенного массового двигателя М-62 с тем же ходом поршня. Массовый двигатель АШ-82 был построен на той же основе с уменьшением количества цилиндров в одном ряду до семи и уменьшением хода поршня, что снизило диаметр двигателя и способствовало уменьшению аэродинамического сопротивления самолетов, использовавших эти двигатели. АШ-73 благодаря своей мощности опробовался на многих опытных самолетах, но до эксплуатабельного состояния был доведен только к концу войны и нашел своё применение только в серийных тяжелых самолётах: стратегическом бомбардировщике Ту-4 и летающей лодке Бе-6. Серийное производство двигателей АШ-73 осуществлялось на заводе № 19 «Имени И. В. Сталина».
ТТД АШ-73ТК:
- Масса двигателя с ТК — 1355 кг
- Литровая мощность на номинальном режиме — 34,42 л. с./л
- Максимальная мощность на взлётном режиме — 2400 л. с.
- Частота вращения на взлётном режиме — 2600 об/мин
- Давление наддува — 1180 мм.рт.ст (157 320,4 Па).

Техническая характеристика двигателя марки «АШ-73ТК»:
- Поршневой, 18-цилиндровый двигатель воздушного охлаждения (двухрядная «звезда»)
- Диаметр цилиндра — 155,5 мм;
- Ход поршня — 170 мм (174,5 мм);
- Литраж — 58,1 л;
- Степень сжатия — 7.0;
- Взлётная мощность — 2400 л. с.;
- Номинальная мощность на земле — 2000 л. с. (на 1-й скорости, при оборотах — 2400 об/мин);
- Номинальная мощность на расчётной высоте — 2000 л. с.;
- Расчётная высота — 11000 м, (2÷4 км без наддува);
- Часовой расход топлива — 815÷885, кг/час (при оборотах — 2600 об/мин);
- Часовой расход топлива — 630÷675, кг/час (при оборотах — 2400 об/мин);
- Удельный расход топлива на «взлётном» режиме — 350 г/(л. с.*час);
- Удельный расход топлива на «номинальном» режиме — 315÷335 г/(л. с.*час);
- Обороты на «взлётном» режиме — 2600 об/мин (у земли);
- Обороты на «взлётном» режиме — 2400 об/мин (на высоте 10500 м, на 1-й скорости);
- Обороты на «номинальном» режиме — 2400 об/мин;
- Масса двигателя — 1339÷1340 кг;
- Диаметр двигателя — 1375 мм;
- Длина двигателя — 2290 мм;
- Топливо: бензин, плотность — 0,73; октановое число — 98÷100.
- Для сохранения взлётной мощности на больших высотах, до 9000÷10000 м, двигатель снабжён односкоростным приводным центробежным нагнетателем (ПЦН) (роторный центробежный компрессор РТК-46) и двумя турбокомпрессорами ТК-19 (аналог General Electric B-11). Давление наддува: на «взлётном» режиме — 1300 мм.рт.ст.; на «номинальном» режиме — 1030 мм.рт.ст.; передаточное число редуктора нагнетателя — iн = 7,14 или 10;
- Работа турбокомпрессоров автоматически регулируется электронной системой (аналог Minneapolis-Honeywell).[1][2]
- Для повышения к.п.д. винта, на двигателе установлен понижающий редуктор, обеспечивающий передаточное отношение, (значение коэффициента редукции, от вала двигателя к винту) — iр = 0,35, (за 100 оборотов коленвала, винт совершает 35 оборотов)[1][2] (iр = 11/16 или 9/16).
- В частности: приводной центробежный нагнетатель (роторный ценробежный компрессор); турбокомпрессоры и агрегаты системы их управления; карбюраторы; магнето; термостойкие многооборотные подшипники…, то, конструктивные органические дефекты присущие американскому мотору, автоматически были перенесены и на советский мотор АШ-73ТК. Высокая эксплуатационная аварийность этих моторов, не позволяла их использовать на гражданских воздушных судах… [5].[А].
- А вот лётчики, летавшие на Бе-6, были совсем другого мнения: «Моторы АШ-73 показали себя вполне надежными, а их регулировка не вызывала особых трудностей у техсостава.» Скорей всего, дело было в том, что на Бе-6 стояли АШ-73 без ТК и именно недоведённость турбокомпрессоров и была главной причиной отказов на Ту-4.
- В связи с неудовлетворительной эксплуатационной надёжностью моторов АШ-73ТК, в 1949 году рассматривался вопрос об установке на самолёт Ту-4 поршневых моторов М-49ТК.[3], а в 1951 году, — вопрос об установке на самолёт Ту-4, вместо моторов АШ-73ТК, поршневых моторов М-253ТК, а также дизелей М-501.[3].